# Логан (окръг, Охайо)
Окръг Логан (на английски: Logan County) е окръг в щата Охайо, Съединени американски щати. Площта му е 1210 km², а населението - 46 005 души (2000). Административен център е град Белфаунтън.